# Wake Up (財津和夫の曲)
「Wake Up」（ウェイク・アップ）は、1979年12月20日に発売された財津和夫の通算2枚目のシングル。

## 解説
TULIPのリーダーである財津和夫のソロシングル。デビューシングル『二人だけの夜』は売り上げが振るわなかったが、2作目である本作はセイコーのCMソングに使用され、大ヒットを記録した。チューリップのライブでも披露され、ライブ盤『8.11 PAGODA』に収録されている。
初回プレスはクリアレコード仕様になっている。また、非売品が存在する。

## 収録曲
| 全作詞・作曲・編曲: 財津和夫。 |                               |          |            |      |
| #                              | タイトル                      | 作詞     | 作曲・編曲 | 時間 |
| 1.                             | 「Wake Up」(ウェイク・アップ) | 財津和夫 | 財津和夫   | 4:30 |
| 2.                             | 「ル・デクラン」(Le Déclin)   | 財津和夫 | 財津和夫   | 3:55 |
| 合計時間:                      | 合計時間:                     | 8:25     |            |      |

## タイアップ
| # | 曲名        | タイアップ                                    | 出典  |
| - | ----------- | --------------------------------------------- | ----- |
| 1 | 「Wake Up」 | セイコー CMソング                             | [ 1 ] |
| 1 | 「Wake Up」 | アサヒ飲料『WONDAモーニングショット』CMソング | [ 2 ] |